# 仁愛堂

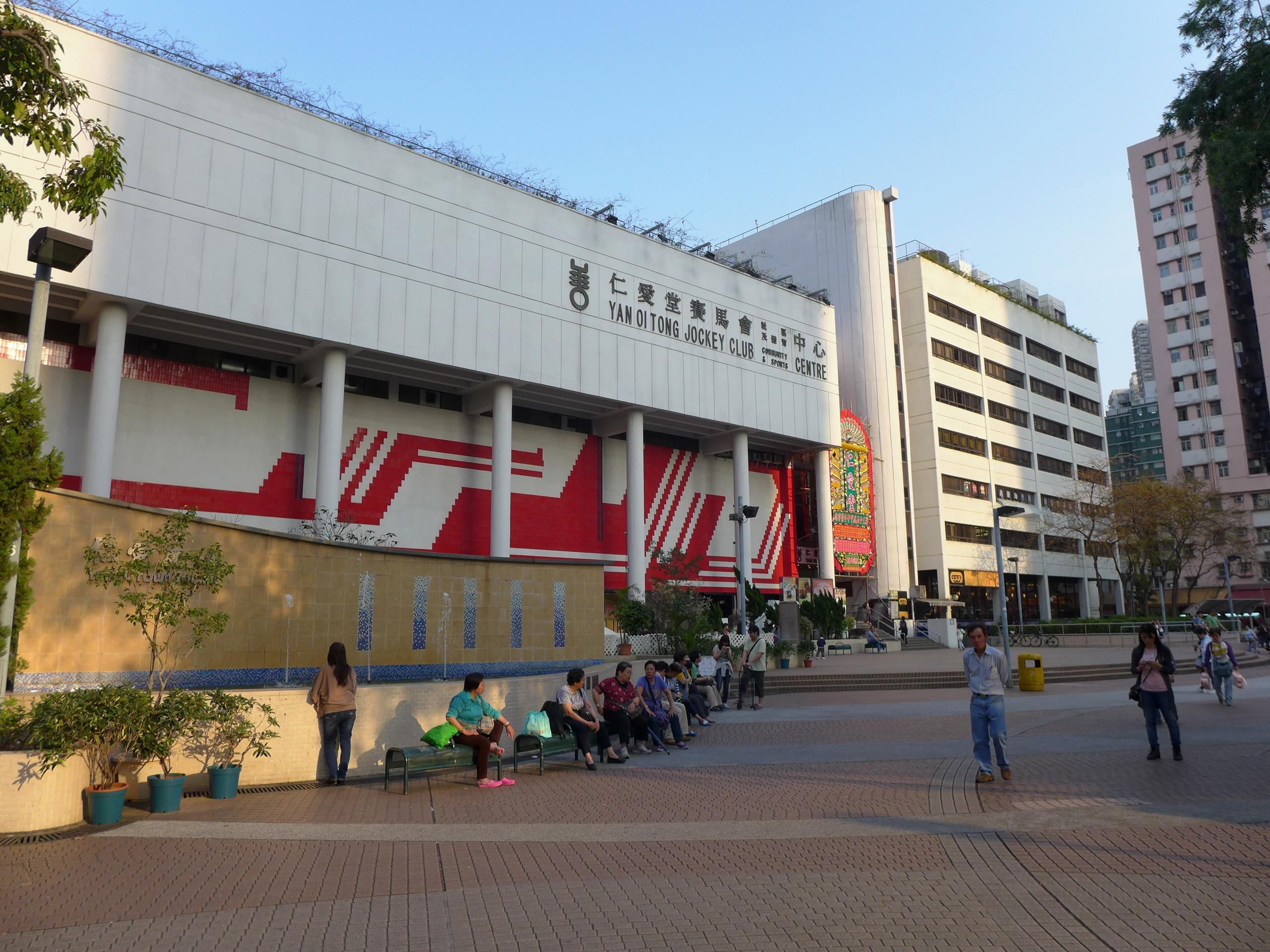
位於屯門新墟的仁愛堂總部大樓

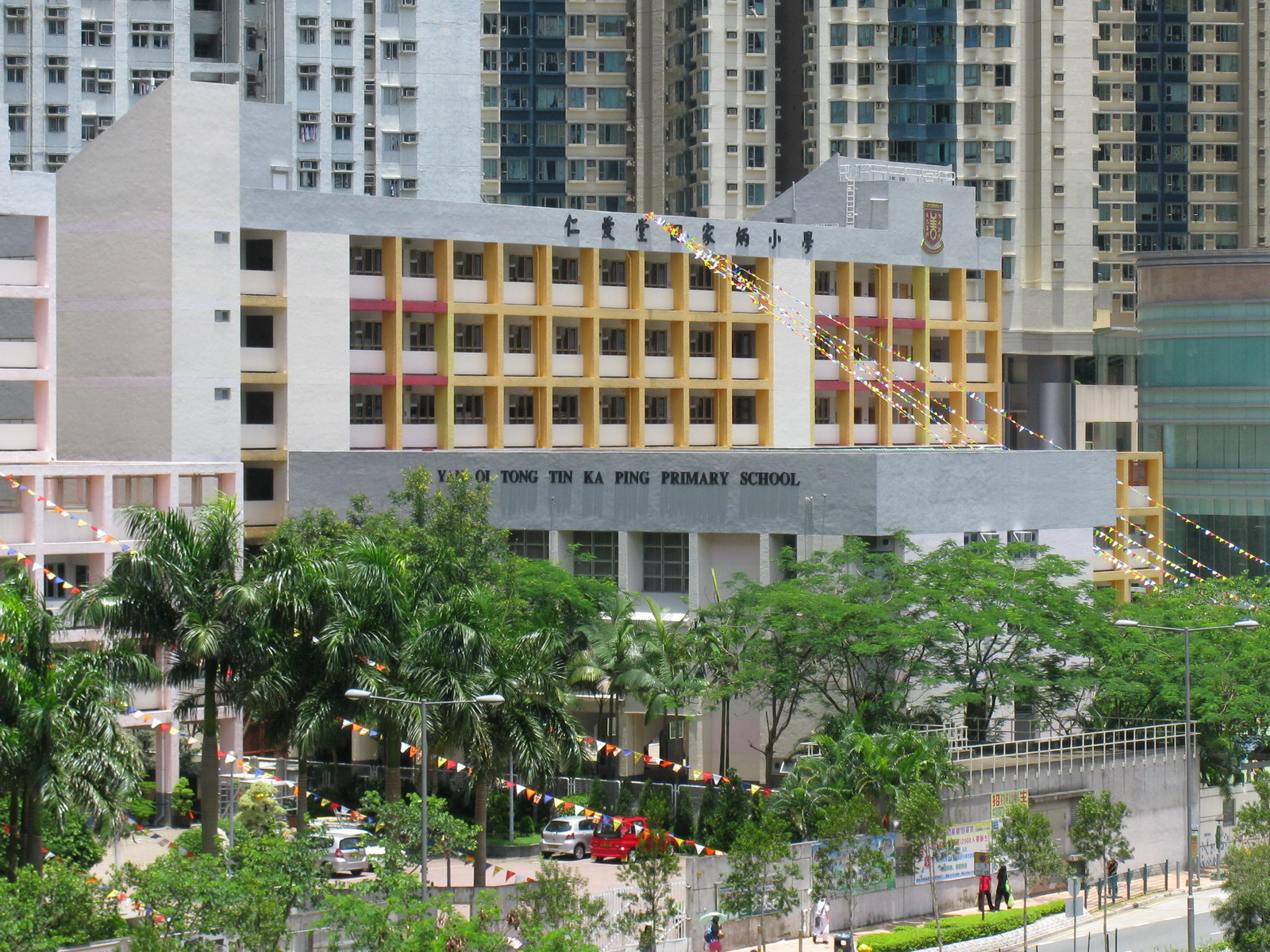
仁愛堂田家炳小學

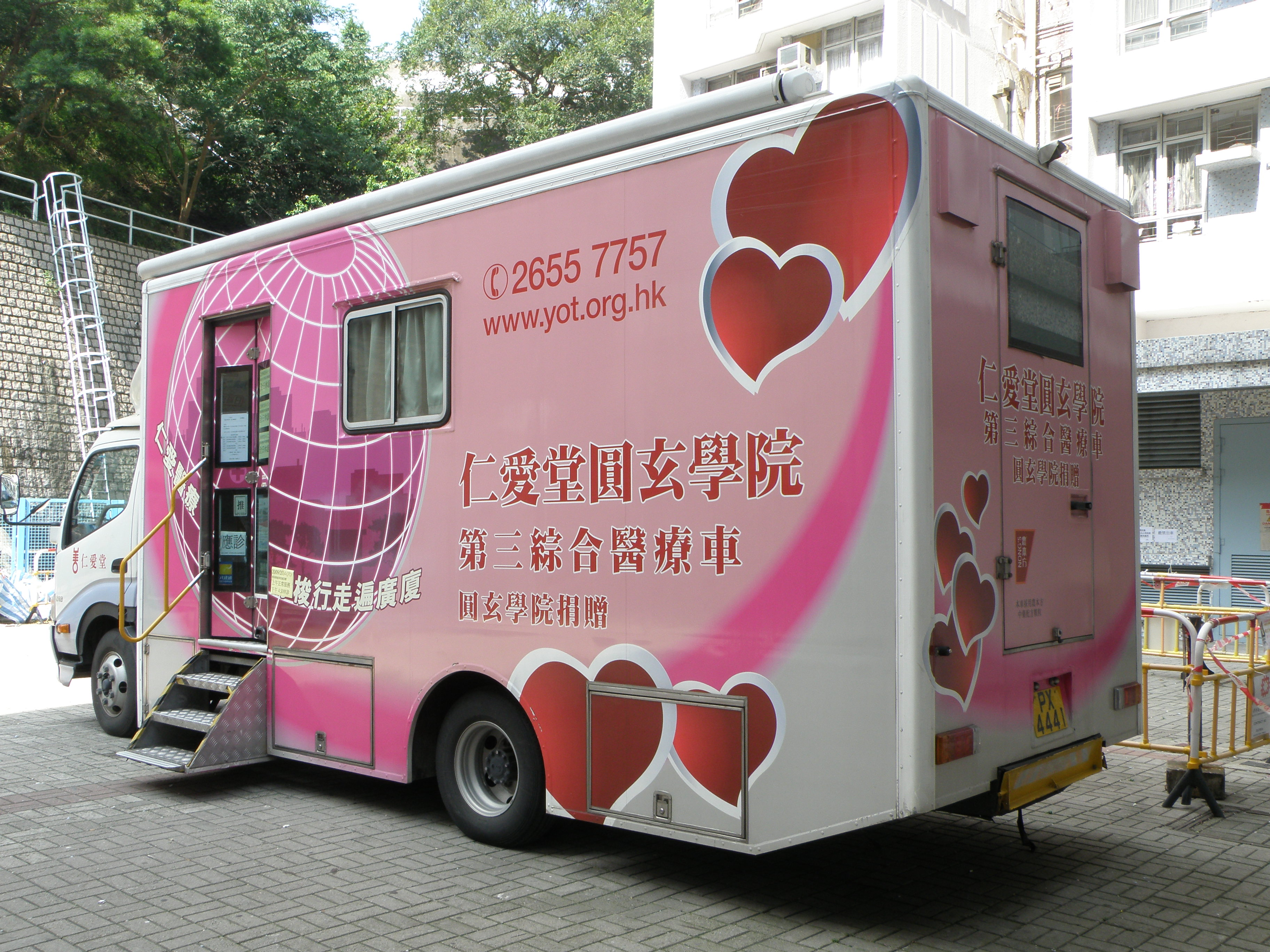
仁愛堂圓玄學院第三綜合醫療車

仁愛堂（英語：Yan Oi Tong）是香港一個非牟利慈善組織。為市民提供社會福利、醫療、教育、就業培訓、康體、環保及社會企業等服務，服務單位遍布港九新界，總部位於屯門啟民徑18號仁愛堂賽馬會社區及體育中心，創會主席及首屆董事局主席為劉皇發，現任主席為鄭偉康。

## 歷史
仁愛堂原為屯門鄉村福利組織，自30年代開始於新墟設立診所，贈醫施藥，展開救貧賑災的工作。鑑於屯門人口持續增加，政府於70年代逐步將屯門拓展為新市鎮，居民對各項社會服務及社區設施的需求續增，爲配合區内發展和市民需要，仁愛堂在1977年註册為非牟利慈善團體，並以「匡老扶幼、興學育才、助弱保康、關社睦鄰」為宗旨，拓展各項服務計劃。
自1978年起，仁愛堂開始積極籌劃興建一所現代化的社區及室內體育中心，在當時的政府官員、區內鄉紳及善長的支持和協助下，仁愛堂在1980年獲屯門理民府撥出一幅4,359平方米的土地，於屯門啟民徑的位置，興建全新的社區及體育中心。仁愛堂社區及體育中心於1983年竣工，中心樓高7層，內有室內體育館、健身中心、室內暖水游泳池等康體設施，舉辦各類型的文娛康樂和體育活動，更設有社區中心、幼稚園、診所、圖書館等，以及仁愛堂第一所長者中心—胡忠長者地區中心，滿足區內長者社交康樂及膳食等生活需要。綜合大樓成為不少屯門區居民心目中的一個重要地標，亦標誌著仁愛堂由鄉村組織，邁向新里程發展成現今具規模而服務廣泛的慈善團體。
隨著社會發展及配合屯門新市鎮人口日益增加，仁愛堂致力發展社會福利、醫療、教育、就業培訓、康體、環保及社會企業等服務，亦於全港不同地區內開展及營運不同服務單位。

## 組織架構

### 諮議局
諮議局為本堂的諮詢層，主要就本堂的事務及發展方向提供意見予董事局。
| 主席 | 張趙凱渝太平紳士          | 張趙凱渝太平紳士             | 張趙凱渝太平紳士    | 張趙凱渝太平紳士        |
| 委員 | 關可臨委員，JP            | 馬清偉委員                   | 陳飛龍委員          | 葉順興女士，BBS，MH，JP |
| 委員 | 李洪森先生，BBS，MH       | 陳郁傑教授，MH，JP           | 陳天生主席，BH      | 周曾鍔主席              |
| 委員 | 簡松年主席，BH，SBS，JP   | 楊少偉主席，BH，MH，OSTJ，JP | 何君柱主席，BH      | 毛志成主席，BH          |
| 委員 | 黃 旌主席，BH             | 張崔賢愛主席，BH             | 何君堯主席，BBS，JP | 劉業強主席，SBS，MH，JP |
| 委員 | 鄧楊詠曼主席，BBS，MH，JP | 林松錫主席，MH               | 陳福榮主席，MH      | 顏顏寶鈴主席，BBS，JP   |
| 委員 | 蕭楚基主席，BBS，MH，JP   | 龐維新主席，MH               | 張心瑜主席，MH      | 任德章主席，MH          |
| 委員 | 史立德主席，SBS，MH，JP   | 陳國超主席，BBS，MH，JP      | 卓歐靜美主席，MH    | 莊舜而主席，MH          |
| 委員 | 蔡黃玲玲主席，MH，JP      | 黃達東主席，MH,，JP          | 陳鄭玉而主席，MH    | 吳明珍主席，MH          |
| 委員 | 史顏景蓮主席，MH          | 鄧錦雄主席，BBS，MH          | 李愛平主席，MH      | 羅台秦主席，MH          |
| 委員 | 連卓鋒主席                | 楊素梅主席                   | 陳承邦主席          | 鄭慧賢主席，MH          |
| 委員 | 戴凱倫主席                |                              |                     |                         |

### 董事局
組織架構方面，董事局為本堂的最高決策層，由一群熱心社會服務的人士所組成，主要負責審議及制訂政策。根據堂章，董事局須每年改選一次。董事局下設 10 個執行委員會，分別監管及策劃本堂的堂務行政、財務、籌募、醫療服務、社會服務、教育服務、培訓及項目拓展、可持續發展、管治及審核、長遠發展等範疇。
仁愛堂第四十五屆（甲辰年）董事局成員名單
- 主席：鄭偉康主席
- 第一副主席：梅偉琛先生
- 第二副主席：何俊亨先生
- 第三副主席：陳義霖先生
- 第四副主席：程俊華先生
- 第五副主席：張琛小姐
- 第六副主席：黃碧君小姐
- 第七副主席：杜妍芳小姐
- 第八副主席：許釗誠先生
- 第九副主席：朱彥菲小姐
- 第十副主席：龍志濤先生
- 第十一副主席：梁穎恒小姐
- 第十二副主席：胡臻霆先生
- 總理：葉應洲先生、高錠輝先生、蘇宏進先生、張兆愷先生、黎嘉成先生、孫曦先生、陳可名先生、王林詩嵐女士、王本義先生、趙彤先生、林恩平先生、伍振邦先生

## 服務範圍
社會服務
仁愛堂社會服務科由五個部門組成， 包括「長者中心及社區服務」、「長期護理及社區支援服務」、「社區服務」、「家庭及青少年服務」及「家居照顧及服務發展」；並設有多個基金及計劃，為有需要的長者、弱勢社群、單親家庭及有輕鬱症狀的照顧者提供全面的支援服務。另在元朗洪水橋營辦「仁愛居」過渡性房屋項目，協助基層家庭改善居住環境。
長者中心及社區服務部
- 仁愛堂（屯門區）長者社區照顧服務券 社區及日間護理單位
- 仁愛堂鄉郊老人外展服務隊
- 仁愛堂胡忠長者地區中心
- 仁愛堂長者支援服務隊
- 仁愛堂嚴梅會雅護腦天地
- 仁愛堂鄧楊詠曼社區持續教育中心
- 仁愛堂田家炳長者鄰舍中心
- 仁愛堂彭鴻樟長者鄰舍中心
- 仁愛堂吳金玉紀念長者鄰舍中心
- 仁愛堂香港台山商會長者鄰舍中心
- 仁愛堂田家炳銅鑼灣長者活動中心
- 仁愛堂香港台山商會長者活動中心
- 成人教育資助計劃
- 外傭護老培訓試驗計劃
- 關愛基金「為低收入家庭護老者提供 生活津貼試驗計劃」
- 關愛基金「長者牙科服務資助項目」
- 賽馬會e健樂健康管理計劃
- 賽馬會樂齡科技與智友安居計劃

長期護理及社區支援服務部
- 仁愛堂田家炳護理安老院
- 仁愛堂（元朗區）長者社區照顧服務券 日間護理單位
- 仁愛堂（友愛）長者社區照顧服務券 日間護理單位
- 仁愛堂樂腦天地
- 仁愛堂樂腦天地（友愛）
- 仁愛堂龍韶雅長者日間護理中心
- 仁愛堂吳偉光紀念長者日間護理中心
- 仁愛堂長者愛心卡計劃
- 仁愛堂樂助弱老基金
- 仁愛堂蕭鄭淑貞「仁間有愛」
- 社區支援中心

社區服務部
- 仁愛堂社區中心
- 樂活友里在「和田」
- 仁愛堂田家炳悅讀天地
- 仁愛堂丘忠航自修室
- 仁愛堂屯門「仁間有愛」社區支援中心
- 仁愛堂屯子圍新慶村青磚圍鄉郊 社區服務中心
- 新公共租住房屋社區支援計劃—綠欣友里齊共享
- 仁愛堂青年夢工場
- 鄰里互助計劃
- 綠苑社會房屋共享計劃
- 洪水橋過渡性房屋—仁愛居

家庭及青少年服務部
- 仁愛堂賽馬會田家炳綜合青少年服務中心
- 衛生署成長新動力
- 全人發展服務
- 課餘托管服務中心（大埔）
- 仁愛堂圓玄學院「仁間有愛」 社區支援中心
- 滙豐仁愛堂「仁間有愛」社區支援中心
- 「陽光加油站」計劃
- 「仁間有愛」支援計劃 課餘託管服務（黃大仙）
- 仁愛堂學校社工服務
- 仁愛堂幼稚園社工服務—總辦事處（大埔及北區）
- 仁愛堂幼稚園社工服務 （屯門）
- 仁愛堂幼稚園社工服務（西九龍）
- 仁愛堂幼稚園社工服務（東九龍）
- 仁愛堂幼稚園社工服務（港島區）到校支援服務
- 健康校園計劃
- 仁愛堂黃大仙家庭支援中心—短期食物援助服務隊
- 仁愛堂將軍澳家庭支援中心—短期食物援助服務隊

家居照顧及服務發展部
- 屯門獅子會綜合家居照顧服務中心（A隊）
- 田家炳屯門綜合家居照顧服務中心（B隊）
- 田家炳屯門綜合家居照顧服務中心（C隊）
- 彭鴻樟元朗綜合家居照顧服務中心（D隊）
- 田家炳元朗綜合家居照顧服務中心（E隊）
- 輕度缺損長者家居照顧及支援服務
- 仁愛堂彩虹社區綜合發展中心
- 元朗改善家居及社區照顧服務單位
- 仁愛堂羅台秦關愛基金（精神健康）—仁心向晴照顧者支援計劃
- 賽馬會「與耆同絡」長者平板電腦及 線上支援計劃
- 「無獨有里」醫社支援照顧者計劃
- 課餘托管服務（友愛）

醫療服務
仁愛堂醫療服務科致力提供多元而價廉質優的醫療服務，包括全港首創流動中醫醫療車隊、綜合醫療車隊、認知障礙症綜合支援中心、中醫教研中心、中醫中心、牙科中心及社區藥房等；並設有醫療基金，分別為貧困的癌症病人及有專注力失調 / 過度活躍症的學童提供支援。
綜合醫療中心、中醫中心、牙科中心、慈惠服務
- 仁愛堂蕭梁詠筠綜合醫療中心
- 仁愛堂—香港中文大學中醫診所暨 教研中心（屯門區）
- 仁愛堂—香港大學中醫診所暨 教研中心（離島區）
- 仁愛堂鄭丁港善心藥物中心
- 仁愛堂長者牙科外展服務計劃
- 仁愛堂田家炳綜合醫療中心
- 仁愛堂大埔綜合中醫中心
- 仁愛堂楊素梅中醫中心
- 仁愛堂陳慧玲綜合醫療中心
- 仁愛堂謝吳翠霞綜合醫療中心
- 仁愛堂偉事高牙科診所
- 仁愛堂美樂牙科中心
- 仁愛堂張心瑜牙科中心
- 仁愛堂國際華商協進會牙科中心
- 仁愛堂歐雪明腦伴同行中心
- 仁愛堂健智軒
- 仁愛堂記憶中心
- 仁愛堂莊舜而醫療基金（治療癌症）
- 仁愛堂史立德夫人青少年兒童醫療基金

流動中醫醫療車隊
- 仁愛堂圓玄學院第三流動中醫醫療車
- 仁愛堂圓玄學院第四流動中醫醫療車
- 仁愛堂圓玄學院第五流動中醫醫療車
- 仁愛堂圓玄學院第六流動中醫醫療車
- 仁愛堂圓玄學院第七流動中醫醫療車
- 仁愛堂圓玄學院第八流動中醫醫療車
- 仁愛堂圓玄學院第九流動中醫醫療車
- 仁愛堂卓善章流動中醫醫療車
- 仁愛堂吳應寰紀念流動中醫醫療車
- 仁愛堂吳應寰紀念第二流動中醫醫療車
- 仁愛堂屯門獅子會流動中醫醫療車
- 仁愛堂曹貴子流動中醫醫療車
- 仁愛堂連卓鋒流動中醫醫療車
- 仁愛堂陳慧玲流動中醫醫療車
- 仁愛堂陳炳豐紀念流動中醫醫療車
- 仁愛堂國際華商協進會流動中醫醫療車
- 仁愛堂史立德博士流動中醫醫療車
- 仁愛堂庚子年流動中醫醫療車
- 仁愛堂任王勤勤流動中醫醫療車
- 仁愛堂任王勤勤第二流動中醫醫療車
- 仁愛堂張心瑜第二流動中醫醫療車
- 仁愛堂鄭偉康流動中醫醫療車

綜合醫療車隊
- 仁愛堂圓玄學院綜合醫療車
- 仁愛堂圓玄學院第二綜合醫療車
- 仁愛堂圓玄學院第三綜合醫療車
- 仁愛堂圓玄學院第四綜合醫療車
- 仁愛堂歐浩祺紀念綜合醫療車

教育服務
仁愛堂轄下設有2所中學、2所小學、11所幼稚園，同時營辦「兒童發展基金」計劃、「為輪候資助學前康復服務的兒童提供學習訓練津貼」計劃，以及「仁愛堂鄰里支援幼兒照顧」計劃，為全港各區幼童至青少年提供多元化的教育服務；同時積極善用外界不同資源，推動主題式教育計劃及活動，配合政府政策同時也回應學校對不同教育面向的需求及期望、豐富學生的學習體驗及關顧照顧者需要。此外亦設有教育基金，資助多元優質學習。
中學
- 仁愛堂陳黃淑芳紀念中學
- 仁愛堂田家炳中學

小學
- 仁愛堂劉皇發夫人小學
- 仁愛堂田家炳小學

幼稚園
- 仁愛堂顏寶鈴幼稚園
- 仁愛堂葉德海幼稚園
- 仁愛堂劉皇發幼稚園暨幼兒園
- 仁愛堂田家炳幼稚園暨幼兒園
- 仁愛堂彭鴻樟幼稚園
- 仁愛堂鄧楊詠曼幼稚園
- 仁愛堂龐盧淑燕幼稚園
- 仁愛堂吳黃鳳英幼稚園暨幼兒園
- 仁愛堂張慕良夫人幼稚園暨幼兒園
- 仁愛堂陳鄭玉而幼稚園暨幼兒園
- 仁愛堂鄭丁港夫人幼稚園

培訓及項目拓展
仁愛堂培訓及項目拓展科轄下設7間培訓中心為市民提供「ERB僱員再培訓課程」及短期技能課程；「YES培訓學院」經營專業進修課程、青年生涯規劃、企業培訓及安老服務培訓；另外「深水埗區議會仁愛堂美孚鄰舍活動中心」於社區推動文化、藝術及康體興趣班及活動；「仁愛堂賽馬會職涯發展及創業支援中心」為新界西區居民提供一個全方位的就業及創業支援點。
仁愛堂賽馬會培訓中心
- 仁愛堂賽馬會職涯發展及創業支援中心（屯門）
- 仁愛堂專業培訓中心（九龍東）
- 仁愛堂專業培訓中心（牛頭角）
- 仁愛堂專業培訓中心（九龍西）
- 仁愛堂專業培訓中心（元朗大棠路）
- 仁愛堂專業培訓中心（元朗大鴻輝）

仁愛堂YES培訓學院
- 仁愛堂YES培訓學院／仁愛堂YES青年學院
- 仁愛堂YES培訓學院總主任：黃愛稀

鄰舍活動中心
- 深水埗區議會仁愛堂美孚鄰舍活動中心

職涯發展及創業支援中心
- 仁愛堂賽馬會職涯發展及創業支援中心

康體服務
仁愛堂賽馬會社區及體育中心附設多元化的康體設施，包括室內體育館、健體中心、室內暖水游泳池及3間舞蹈館，積極推動不同類型的體育活動，培養市民對康體活動的興趣。
- 仁愛堂鄭耀源紀念健體中心
- 仁愛堂陳文達室內游泳池
- 仁愛堂賽馬會圓玄學院文娛體育館
- 仁愛堂蔡黃玲玲舞蹈館
- 仁愛堂連卓鋒舞蹈館
- 仁愛堂珍妮舞蹈館

環保項目
仁愛堂於2018年開始承辦由環保署資助營運的創新社區環保站—「綠在屯門」，積極支援社區回收及推動社區環保教育工作，推廣「惜物減廢」及「乾淨回收」的環保訊息。
社會企業
仁愛堂的社會企業以創造就業機會及扶助弱勢社群為服務目標，並以自負盈虧模式經營提供「一站式」特色禮品包訂製服務的「綠家居」、保健按摩專門店「水雲澗」、長者生活用品專門店「長者健康生活站」以及提供家居照顧及支援服務的「家居樂」。
- 仁愛堂社會企業—家居樂
- 仁愛堂社會企業—綠家居
- 仁愛堂社會企業—水雲澗
- 仁愛堂社會企業—水雲澗分店
- 長者健康生活站

## 資助服務計劃簡介
仁愛堂「樂助弱老」基金
計劃在2005年成立，主要為自我照顧能力較差、體弱但未符合入住政府資助院舍或嚴重缺乏家居照顧的長者，提供一系列免費到戶家居支援服務，包括家居清潔及維修、陪診護送、日間看顧、食物及電器轉贈等，以加強體弱長者的個人照顧及改善其生活質素，同時紓減家人照顧體弱長者所承受的壓力。
仁愛堂莊舜而醫療基金（治療癌症）
基金於2007年成立，旨在以現金資助方式幫助貧困的癌症病人購買自費治癌藥物，使病人得到最適切的治療，提升存活率及生活質素，為病人及其家人帶來希望。
仁愛堂「仁間有愛」支援計劃
計劃在2009年成立，主要分為應急錢及支援服務兩部分。應急錢計劃由本堂與星島日報合辦，為因意外或災難而受影響之家庭送上即時的經濟援助，解決燃眉之急。支援服務部份由專業社工為個案作出適切之評估，從而提供長遠個案之跟進及支援。
仁愛堂蔡黃玲玲教育基金
基金於2010年成立，致力提升教育質素，於「學能增值」、「專業提昇」及「教育研究」三大範籌策勵資助，為學生、教師以至學界提供多元而具前瞻性的教育項目，拓展環球視野，推動全人發展，為社會培育人才。教育基金資助項目包括屬下中小幼籌辦多個以中國文化為主題的教育項目，讓中華文化薪火相傳；而「才藝橫溢馬拉松」活動更匯聚了公眾及仁愛堂屬下學校的才藝力量，營造共融的社會。
仁愛堂長者愛心卡計劃
計劃在2011年成立，重點幫助獨居及隱蔽長者，讓他們可憑由善長贊助的愛心卡，按個人需要，於仁愛堂轄下社會福利、醫療、康體及社會企業單位免費享用生活照顧服務、社交康樂活動及醫療服務。
仁愛堂陽光加油站計劃
計劃在2013年成立，主要為單親家庭成員提供就業培訓、學習支援、課餘託管及親子活動，並會安排「陽光大使」全面關顧有需要家庭，亦鼓勵外間企業成為「陽光伙伴」，支援單親家庭。
仁愛堂史立德夫人青少年兒童醫療基金
基金於2016年成立，旨為支援患有專注力失調/過度活躍症的基層特殊兒童在醫療及藥物資助上的需要，把握治療的黃金機會，同時透過宣傳及公眾教育，促進社會關注特殊兒童的需要，為更多基層家庭的特殊兒童締造健康成長的基礎，擁抱希望。
仁愛堂羅台秦關愛基金（精神健康）
基金於2019年成立，透過本堂的醫療、社服、教育、康體四個部門的資源，創建一個跨科部的支援平台，為有輕鬱症狀的照顧者提供一站式評估及輔導服務、「中醫治療抑鬱症服務計劃」，以及社交康樂、到戶照顧及臨時護理等支援，引導他們增強抗壓能力，以正面態度面對情緒問題，重建積極的人生觀。
認知障礙症支援服務
為回應人口老化而衍生的認知障礙症服務需求，本堂分別於屯門、觀塘及元朗區設立4間認知障礙症支援中心，積極為認知障礙症患者及家人舉辦多項社交、心理、健體及認知功能綜合訓練課程及工作坊，延緩患者腦部退化，維持自理能力，同時減輕家屬的照顧壓力。
社區藥房
為減輕基層病人自費藥物的負擔，仁愛堂於2018年開設「仁愛堂鄭丁港善心藥物中心」，為本堂醫院管理局新界西聯網區域內首間非牟利社區藥房，讓基層病人可以優惠價購買所需藥物及醫療用品，改善健康及紓緩經濟壓力。
「醫者仁心」贈醫施藥計劃
計劃於2020年成立，以中醫贈醫施藥「現金券」模式，讓不同界別市民能夠透過中醫增強免疫力，達至守護全城健康。本堂致力擴闊受惠服務層面，募集更多資源支援基層醫療。

## 籌募活動
為持續優化及開拓更多配合社會需要的福利服務，仁愛堂每年均會舉辦多項不同類型的籌款活動，恆常籌募活動包括：
《善心滿載仁愛堂》
為籌募服務經費，每年約10月與無綫電視合作舉行的籌款節目《善心滿載仁愛堂》，是無綫電視慈善節目之一。
仁愛堂全港賣旗日
在全港各區賣旗籌款，藉以籌募經費以支持仁愛堂的長者及弱勢社群服務。
仁愛堂籌款月暨慈善獎劵銷售
仁愛堂每一度的「仁愛堂籌款月暨慈善獎劵銷售」籌募活動，期間舉行「地區團體及屋邨屋苑籌款比賽」、「慈善獎券義賣」、「慈善嘉年華」等，活動已連續舉辦逾25年，為仁愛堂各項服務籌募善款。
仁愛堂慈善步行日
「仁愛堂慈善步行日」乃仁愛堂一年一度的大型戶外籌款活動，誠邀市民大眾及友好機構組隊參與這項有益身心的活動，齊齊為慈善出一分力。
仁愛堂周年慈善餐舞會
慈善餐舞會透過不同主題，邀請各位社會賢達、善長、友好機構出席參與籌款晚會，踴躍捐輸，為仁愛堂各項慈善服務籌募經費，讓更多弱勢社群得到適切支援。

## 外部參考
- 仁愛堂 官方網址 （页面存档备份，存于）
- 仁愛堂Facebook專頁 （页面存档备份，存于）